# سالوادور آلفردو ماسیا کاربو

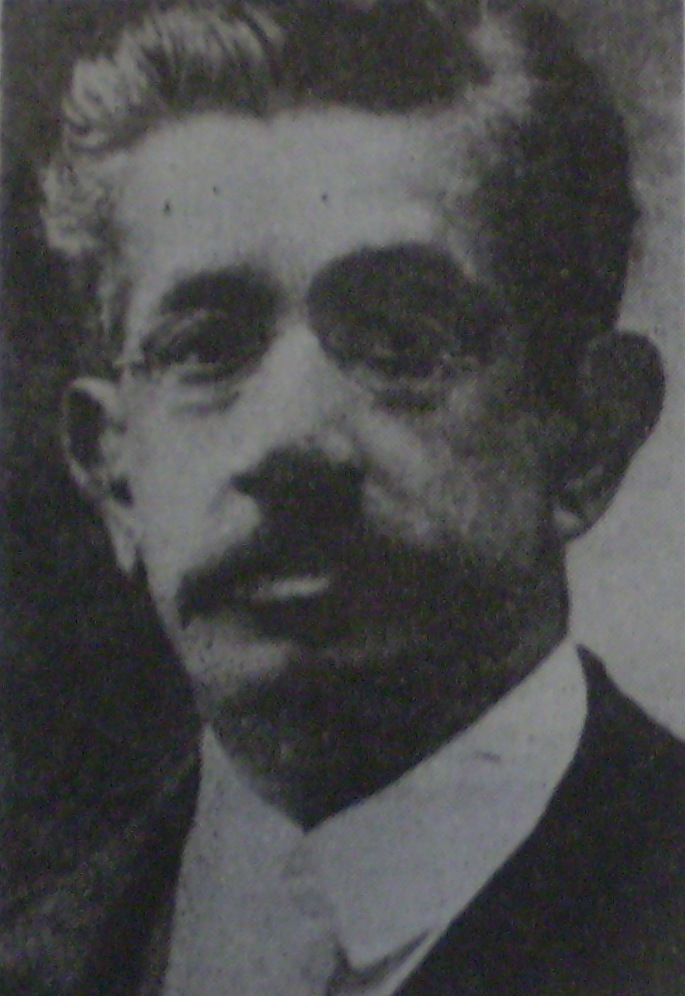
سالوادور آلفردو ماسیا

سالوادور آلفردو ماسیا کاربو (متولد ۱۷ مه ۱۸۵۴ در شهر پارانا - وفات ۶ ژانویه ۱۹۲۹ در شهر بوئنوس آیرس) پزشک و سیاستمدار اهل آرژانتین بود.

## پیشینه
آلفردو ماسیا بین سال‌های ۱۸۹۵ تا ۱۸۹۹ به عنوان فرماندار استان انتره ریوس خدمت کرد. کاربو در دانشگاه پزشکی بوئنوس آیرس با ارائه پایان‌نامه‌ای در مورد جراحی محافظه کارانه در سال ۱۸۷۷ فارغ‌التحصیل شد. او علاوه بر فرمانداری استان انتره ریوس، سناتور در سنای آرژانتین و همچنین وزیر در دولت سابا هرناندز بود. او از پدری اسپانیایی و مادری آرژانتینی بدنیا آمد.